# Wabbaseka, Arkansas
Wabbaseka, Arkansas (енгл. Wabbaseka) град је у америчкој савезној држави Арканзас.

## Демографија
По попису из 2010. године број становника је 255, што је 68 (-21,1%) становника мање него 2000. године.
| Група             | 2000.       | 2010.       |
| Белци             | 49 (15,2%)  | 54 (21,2%)  |
| Афроамериканци    | 272 (84,2%) | 193 (75,7%) |
| Азијати           | 0 (0,0%)    | 0 (0,0%)    |
| Хиспаноамериканци | 0 (0,0%)    | 4 (1,6%)    |
| Укупно            | 323         | 255         |